# Beaujolais nouveau

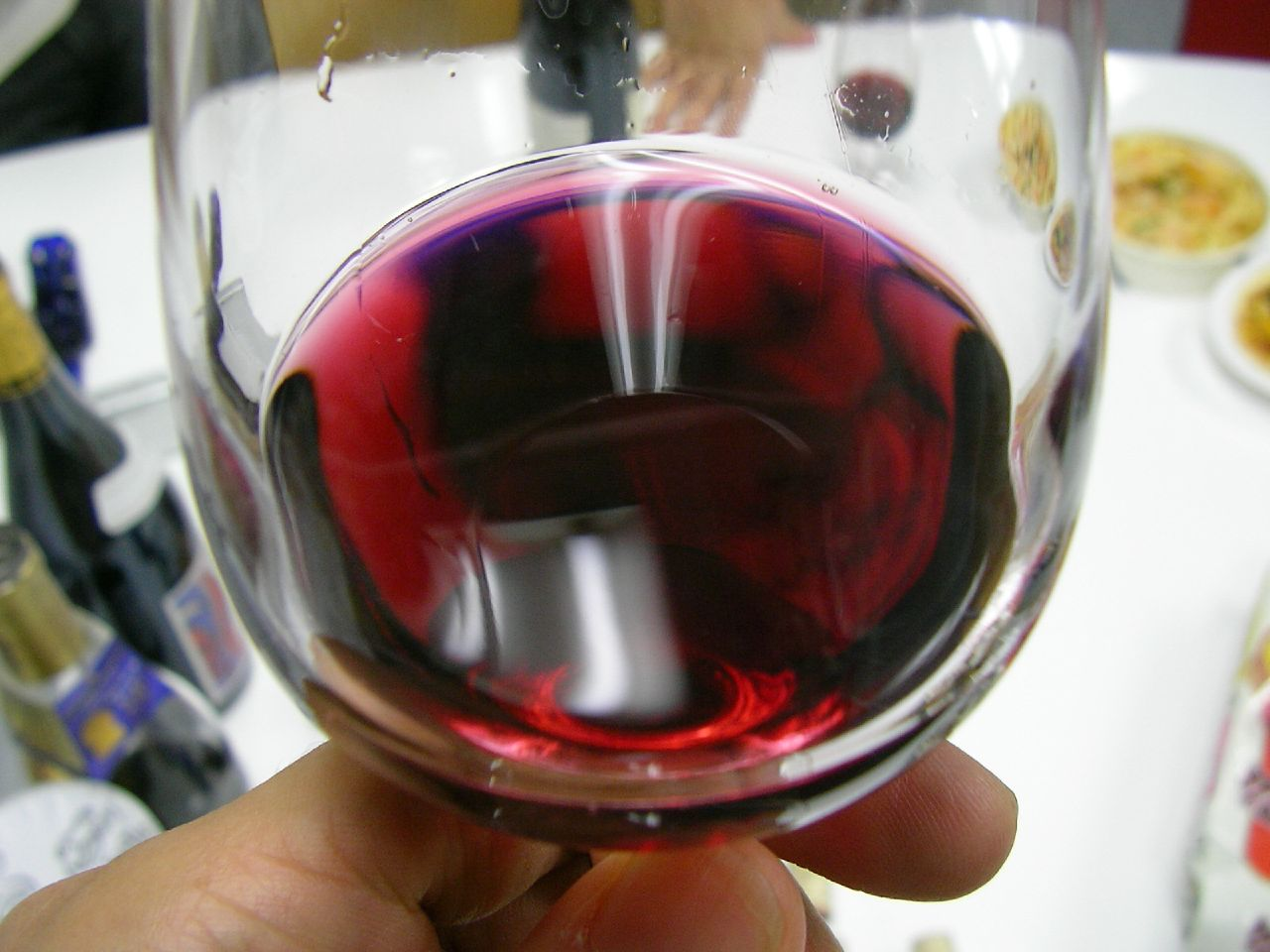
Una copa de beaujolais nouveau.

El Beaujolais nouveau és un vi novell de la varietat Gamay produït al Beaujolais (AOC) regió de França. Es posa oficialment a la venda el tercer dijous de novembre.
S'autoritza la seva venda immediatament després de la fermentació. És el més popular dels vins novells (vin de primeur), un vi recol·lectat a la tardor i venut abans de la primavera (molt abans del que es podria seguint la fermentació normal).
El Beaujolais nouveau es produeix per maceració carbònica seguida de pasteurització, un procés que estalvia la fermentació malolàctica. El vi es pot beure a les escasses sis setmanes després de la collita. Cada any el nou Beaujolais es lliura oficialment el tercer dijous de novembre ("Dia del Beaujolais") i no pas abans, d'acord amb la normativa francesa que ho ha establert així. Just després de mitjanit, comença una cursa per distribuir el vi cap a tot el Món el més ràpid possible. Per als viticultors, els avantatges de vendre el vi abans de cap d'any és substancial, a més que el vi canvia intensament la seva qualitat.
El Beaujolais nouveau no és un vi per conservar; ha de consumir-se ràpidament uns pocs mesos després de la seva producció. Alguns crítics de vi consideren que té una aroma immadura però deliciosa, no gaire diferent del suc de raïm no fermentat. Karen MacNeil, autora de The Wine Bible de Workman Publishing, compara el gaudi de beure Beaujolais Nouveau al de menjar pasta de galetes abans de fornejar.
El Beaujolais jove s'ha de servir fred, a aproximadament 13 °C, per a destacar el seu cos afruitat. El Beaujolais més fet, en canvi, és millor a uns 17 °C.
Aproximadament 45.000.000 de litres de Beaujolais nouveau es produeixen cada any, la qual cosa representa sobre un terç de la producció total de vi de la regió. Més o menys la meitat s'exporta, fins i tot tan lluny com Àsia. La major part, amb diferència, prové de l'empresari Georges Duboeuf, qui produeix el conegut "flower labels".
L'èxit comercial del Beaujolais nouveau ha portat al desenvolupament de la producció de vins novells (primeur), primer en altres regions de França i més tard en altres països productors, com Itàlia (vino novello).
Als Estats Units és costum beure el Beaujolais Nouveau el Dia d'Acció de Gràcies, ja que la festa se celebra només una setmana després que la producció anual surt al mercat.
A França, on es produeix el vi, els viticultors que han treballat durament tot l'any miren el Dia del Beaujolais Nouveau com la celebració de la fi de la temporada.

## Tast
A diferència d'altres vins negres, el Beaujolais Nouveau s'ha de servir fred. Això fa que sigui més refrescant i que destaquin els seus aromes afruitats.
Els Beaujolais nouveaus són lleugers, afruitats, vins negres molt fàcils de beure. Són una elecció perfecta per a aquelles persones que busquen una transició cap al vi negre des dels vins blancs.
Com que el Beaujolais Nouveau es produeix per maceració carbònica (fermentació del gra completa), hi ha poc o cap taní i, per tant, un gust menys amarg. Aquesta tècnica preserva la qualitat fresca i afruitada del vi, sense incorporar-hi el taní amarg de la pell dels grans de raïm.

## Raïm
Gamay noir à Jus Blanc és l'única varietat que es permet usar per al Beaujolais Nouveau. Tot el raïm de la regió del Beaujolais s'ha de recol·lectar a mà. Són unes de les poques vinyes, junt amb les de Champagne o Chablis, on la collita a mà és obligatòria.

## Gaudi
La frase, "Le Beaujolais nouveau est arrivé!" es proclama i celebra amb pancartes, anuncis, etc., per a atreure els amants d'aquest vi. Des de la campanya del 2005, el nou eslògan per al mercat nord-americà és "It's Beaujolais Nouveau Time!"